# جرة (مجترات)
الجِرَّة هو جزء من الطعام يعود من معدة المجتر إلى الفم ليمضغه مرة ثانية. أي هي بلعة من الطعام شبه المتحلل المتقيأ من تجويف الكرش والقلنسوة في المجترات. تُنتج الجِرَّة أثناء عملية اجترار الجهاز الهضمي الفيزيائية.